# Chant amébée
Un chant amébée (ou amoébée, du grec ἀμοιβαῖος, « qui se répond, par alternance ») est un chant, souvent écrit en vers, fondé sur un dialogue lyrique de couplets de même longueur et de sens analogue. La réplique qui est donnée est en analogie, en contraste, ou en dépassement par rapport à la précédente. Les chants peuvent être alternés ou successifs.  
Cette forme de chant dont l'origine remonte à l'antiquité grecque, avait pour fonction de charmer les Muses et de rendre la poésie plus vivante.
Les couplets improvisés alternativement entre deux chanteurs pouvaient faire l'objet d'un concours. Cet art millénaire est encore attesté en divers points du bassin méditerranéen.

## L'art du chant amébée à travers le temps
Le chant amébée trouve son origine dans l'Antiquité grecque. L'usage de chants rustiques ou de joutes poétiques entre campagnards était répandu dans la Grande Grèce ; il est probable que ces chansons rustiques ont donné l'idée au poète grec Théocrite, né à Syracuse, de leur donner la forme littéraire qu'il inaugure avec ses Idylles : dans l’Idylle 5 le chant amébée prend la forme d'une dispute entre les bergers Comatas et Lacon. Virgile dans ses Bucoliques s'est inspiré de Théocrite et a écrit de nombreux chants amébées, on les trouve dans les églogues trois, cinq et sept ; le chant amébée y revêt alors, respectivement, différentes fonctions : la dispute, l'éloge ou le duel poétique. 

« Damoetas : — Pollio amat nostram, quamvis est rustica, Musam ; Pierides, vitulam lectori pascite vestro.
 Menalcas : — Pollio et ipse facit nova carmina : pascite taurum, jam cornu petat et pedibus qui spargat harenam. »

— Virgile, Bucoliques III, 84 à 87.

« Damète : — Pollion aime notre Muse, toute champêtre qu'elle est ; Piérides, nourrissez une génisse pour Celui qui vous lit.
 Ménalque : — Pollion lui aussi, fait des vers modernes ; nourrissez un taureau qui déjà donne de la corne et, de ses sabots, fasse voler le sable. »

— Traduction d'Eugène de Saint-Denis.
Ce chant amébée est un exemple de réponse en analogie, Ménalque répond à Damète en utilisant la même structure de phrase. Le chant amébée se retrouve plus tard dans la littérature française, et prend alors plutôt la forme d'un dialogue amébée.
Le savant et académicien Jérôme Carcopino évoque la survivance de cette tradition en Corse dans les joutes poétiques appelées « chjama e rispondi » : « Les chants amœbées où s’exercent en rivaux les bergers de cinq sur dix des églogues, on peut en recueillir l’héritage dans les tournois où s’affrontent […] comme Damœtas, Ménalque et Palémon, les pasteurs du Niolo ; et ce mélange virgilien, qui nous étonne, de bergeries, de chants amoureux et de complaintes politiques se retrouve aussi dans leurs improvisations. »